# Monção (freguesia)
A Freguesia de Monção é uma antiga freguesia portuguesa do Município de Monção, a qual tinha 3,31 km² de área e 2 469 habitantes (2011), e, por isso, uma densidade populacional de 745,9 h/km².
A Freguesia de Monção foi extinta (agregada) pela reorganização administrativa de 2012/2013, sendo o seu território integrado na então criada União de Freguesias de Monção e Troviscoso.

## População
| População da freguesia de Monção | População da freguesia de Monção | População da freguesia de Monção | População da freguesia de Monção | População da freguesia de Monção | População da freguesia de Monção | População da freguesia de Monção | População da freguesia de Monção | População da freguesia de Monção | População da freguesia de Monção | População da freguesia de Monção | População da freguesia de Monção | População da freguesia de Monção | População da freguesia de Monção | População da freguesia de Monção |
| -------------------------------- | -------------------------------- | -------------------------------- | -------------------------------- | -------------------------------- | -------------------------------- | -------------------------------- | -------------------------------- | -------------------------------- | -------------------------------- | -------------------------------- | -------------------------------- | -------------------------------- | -------------------------------- | -------------------------------- |
| 1864                             | 1878                             | 1890                             | 1900                             | 1911                             | 1920                             | 1930                             | 1940                             | 1950                             | 1960                             | 1970                             | 1981                             | 1991                             | 2001                             | 2011                             |
| 1 637                            | 1 753                            | 2 152                            | 2 311                            | 2 408                            | 2 164                            | 2 602                            | 2 724                            | 2 881                            | 2 510                            | 2 436                            | 2 571                            | 2 592                            | 2 561                            | 2 469                            |

| Distribuição da População por Grupos Etários | Distribuição da População por Grupos Etários | Distribuição da População por Grupos Etários | Distribuição da População por Grupos Etários | Distribuição da População por Grupos Etários | Distribuição da População por Grupos Etários | Distribuição da População por Grupos Etários | Distribuição da População por Grupos Etários | Distribuição da População por Grupos Etários | Distribuição da População por Grupos Etários |
| -------------------------------------------- | -------------------------------------------- | -------------------------------------------- | -------------------------------------------- | -------------------------------------------- | -------------------------------------------- | -------------------------------------------- | -------------------------------------------- | -------------------------------------------- | -------------------------------------------- |
| Ano                                          | 0-14 Anos                                    | 15-24 Anos                                   | 25-64 Anos                                   | > 65 Anos                                    |                                              | 0-14 Anos                                    | 15-24 Anos                                   | 25-64 Anos                                   | > 65 Anos                                    |
| 2001                                         | 320                                          | 378                                          | 1 278                                        | 585                                          |                                              | 12,5%                                        | 14,8%                                        | 49,9%                                        | 22,8%                                        |
| 2011                                         | 300                                          | 229                                          | 1306                                         | 634                                          |                                              | 12,2%                                        | 9,3%                                         | 52,9%                                        | 25,7%                                        |

## Resultados eleitorais

### Eleições autárquicas (Junta de Freguesia)
| Partido      | %    | M    | %    | M    | %    | M    | %    | M    | %    | M    | %    | M    | %    | M    | %    | M    | %    | M    | %    | M    |
| Partido      | 1976 | 1976 | 1979 | 1979 | 1982 | 1982 | 1985 | 1985 | 1989 | 1989 | 1993 | 1993 | 1997 | 1997 | 2001 | 2001 | 2005 | 2005 | 2009 | 2009 |
| ------------ | ---- | ---- | ---- | ---- | ---- | ---- | ---- | ---- | ---- | ---- | ---- | ---- | ---- | ---- | ---- | ---- | ---- | ---- | ---- | ---- |
| PS           | 46,0 | 4    | 48,4 | 7    | 49,8 | 8    | 38,4 | 4    | 50,9 | 5    | 34,1 | 3    | 52,8 | 5    | 65,0 | 7    | 49,1 | 5    | 59,2 | 6    |
| CDS-PP       | 22,4 | 2    | 36,8 | 6    | 18,6 | 3    | 8,3  | 1    | 10,8 | 1    | 8,9  | 1    | 9,2  | 1    |      |      |      |      |      |      |
| PPD/PSD      | 18,9 | 2    | 5,4  | -    | 21,1 | 2    | 37,3 | 4    | 29,7 | 3    | 31,2 | 3    | 32,2 | 3    |      |      | 19,7 | 2    | 26,5 | 2    |
| FEPU/APU/CDU | 9,3  | 1    | 5,6  | -    | 3,8  | -    | 7,5  | -    | 5,1  | -    | 2,5  | -    | 2,7  | -    | 8,0  | -    | 25,6 | 2    | 12,0 | 1    |
| IND          |      |      |      |      |      |      |      |      |      |      | 20,5 | 2    |      |      |      |      |      |      |      |      |
| PSD-CDS      |      |      |      |      |      |      |      |      |      |      |      |      |      |      | 22,2 | 2    |      |      |      |      |

## Património
- Castelo de Monção
- Capela de São Sebastião (Monção)
- Casa de Rodas
- Igreja de Santo António dos Capuchos
- Reduto de Cortes

## Personalidades ilustres
- Visconde de Monção